# Rowland Hill (vernieuwer posterijen)

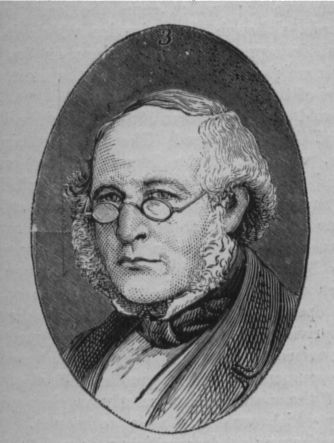
Rowland Hill

Rowland Hill (Kidderminster, 3 december 1795 - Hampstead, 27 augustus 1879) was een Brits onderwijzer en hervormer van de Engelse posterijen.
Rowland Hill gaf tot 1834 les, daarna werd hij hoofdman van de Society for the diffusion of useful knowledge en baarde hij opzien met zijn schrijven Post office reform, Its importance and practicability (Londen, 1837), waarin hij een ingrijpende hervorming van de Engelse posterijen voorstelde. Daarbij moest volgens hem ook een uniform portotarief van 1 penny voor brieven met een binnenlandse bestemming met een gewicht tot een half ounce worden ingevoerd. In 1840 werd dit tarief wettelijk doorgevoerd en werd de eerste postzegel ter wereld uitgegeven, de Penny Black, waardoor Rowland Hill wordt gezien als uitvinder van de postzegels.
De grote verandering die hij doorvoerde, was het briefport te laten betalen door de afzender. Voordien gebeurde dit door de bestemmeling. Hij had gemerkt dat hiermee vaak werd gefraudeerd. De afzender plaatste een op voorhand met de bestemmeling afgesproken code op de brief, waardoor deze laatste zijn bericht reeds kon lezen, zonder de brief te moeten lezen. Dan kon de bestemmeling de brief weigeren, zonder iets te betalen. Door het port op voorhand te innen, werd dit misbruik onmogelijk.
Rowland Hill is eveneens de bedenker van de postcode, die voor het eerst werd ingevoerd in Londen in 1858. Londen was toen zo groot geworden dat de posterij het sorteren van de post niet meer aankon om de stad als een geheel te behandelen. Hill verdeelde de stad daarom in acht districten welke waren gebaseerd op de verdeling van het kompas. Als eerste kwamen in aanmerking N voor het Northern District en WC voor het West-Central District.
Hij was ruim twintig jaar lang werkzaam voor de Engelse posterijen. Voor zijn bewezen diensten werd Rowland Hill in 1860 onderscheiden met een benoeming tot Ridder Commandeur in de Orde van het Bad, werd hij een Fellow of the Royal Society en mocht hij zich sir Rowland Hill laten noemen. Na zijn dood werd zijn lichaam bijgezet in de Westminster Abbey.
- Bibliothèque nationale de France: cb121985641 (data)
- Gemeinsame Normdatei: 118809105
- International Standard Name Identifier: 0000 0000 8370 3553
- Library of Congress Control Number: n84186720
- Bibliotheek van het Japanse parlement: 00468364
- Nationale bibliotheek van Australië: 35668383
- Nationale Bibliotheek van Israël: 987007271101205171
- Nederlandse Thesaurus van Auteursnamen: 082012458
- SNAC: w6gf1d2w
- Système universitaire de documentation: 030603773
- Museum of New Zealand Te Papa Tongarewa: 56227
- Trove: 1034624
- Virtual International Authority File: 32793081
- WorldCat: E39PBJdh7d9yqgV8mvGvcxrjG3